# Ernst Stuhlinger
Ernst Stuhlinger (Creglingen, Alemanha, 19 de dezembro de 1913 - Huntsville, Alabama, Estados Unidos, 25 de maio de 2008)  foi um físico nuclear alemão, naturalizado estadunidense.

## Biografia
Stuhlinger nasceu em Creglingen, Alemanha, perto de Wurtzburgo, na Baviera. Obteve o título de Doutor em física pela Universidade de Tubinga aos 23 anos. Em 1939, foi para Berlim, iniciando seus estudos em raios cósmicos e física nuclear. Em 1941 Stuhlinger foi enviado ao front russo, onde foi ferido durante a Batalha de Moscovo, ele foi um dos poucos membros da sua unidade a sobreviver à Batalha de Estalinegrado. Após seu serviço, em 1943, ele se juntou à equipe do Dr. Wernher von Braun em Peenemünde, onde trabalhou na área de sistemas atômicos. Stuhlinger foi um dos 126 cientistas que emigraram para os Estados Unidos com o Dr. von Braun, após a Segunda Guerra Mundial como parte da Operação Paperclip. Em 14 de abril de 1955, o governo dos Estados Unidos concedeu-lhe cidadania americana.
Nos anos 1950, Stuhlinger trabalhou em Redstone Arsenal, Alabama, lá desenvolveu modelos de naves espaciais impulsionadas por energia solar para viagens de longa distância no espaço. O mais popular desses modelos foi baseado em propulsores de íons, que utilizam vapores de césio ou rubídio para acelerar os íons carregados positivamente por meio de eletrodos de ferro. Tal nave espacial seria alimentada por um quilowatt de energia solar. Stuhlinger se referia a estas naves como "nave solar" ("sunship"). Sobre suas pesquisas no campo da propulsão elétrica Stuhlinger escreveu, em 1964, um texto de grande sucesso,  Ion Propulsion for Space Flight  (Propulsão de Íons para Voos Espaciais).
Em 31 de janeiro de 1958, Stuhlinger foi o encarregado de pressionar o botão que deu início à fase final do lançamento do foguete que enviou para a órbita terrestre o Explorer I, primeiro satélite artificial americano, projetado em resposta ao Sputnik 1, que, quatro meses antes, havia começado a corrida espacial da União Soviética. Depois daquela noite, Stuhlinger ganhou o apelido de "o homem do dedo de ouro" e tornou-se um membro importante do programa estadunidense de exploração lunar.
Foi diretor do laboratório de ciência espacial no Centro de Voos Espaciais Marshall da NASA em Huntsville, Alabama, entre 1960 e 1968, e mais tarde o seu diretor adjunto para a ciência, até 1975, quando se aposentou e se tornou um professor adjunto e pesquisador sênior da Universidade do Alabama.
Ainda no Centro de Voos Espaciais Marshall, dirigiu o planejamento para a exploração lunar, trabalhou no Apollo Telescope Mount, resultando em muitas informações preciosas sobre o Sol. Stuhlinger também trabalhou na fase inicial do que viria a ser o Telescópio espacial Hubble.
Stuhlinger morreu em Huntsville em maio de 2008, aos 94 anos.

## Leitura complementar
- Belew, Leland F.; Ernst Stuhlinger (6 de agosto de 2004). «Skylab: A Guidebook». National Aeronautics and Space Administration
- Choueiri, Edgar Y. «Ernst Stuhlinger Biography». American Institute of Aeronautics and Astronautics. Consultado em 18 de fevereiro de 2010. Arquivado do original em 6 de março de 2010
- Cumbow, Victoria; Budd McLaughlin (27 de maio de 2008). «Stuhlinger envisioned Mars path». The Huntsville Times
- NASA Historical Reference Collection. «Ernst Stuhlinger biographical file». NASA History Office
- Portree, David S. (fevereiro de 2001). «Humans to Mars: Fifty years of mission planning» (pdf). Monographs in Aerospace History Series. 21
- Stuhlinger, Ernst (2001). «Enabling Technology for Space Transportation». The Century of Space Science. 1: 73–74
- Tinsley, Frank (janeiro de 1956). «Flight to the Stars on Sun Power». Mechanix Illustrated. 56 (1): 72–77
- Wilford, John Nobel. «Ernst Stuhlinger, Rocket Scientist Crucial in Space Race, Is Dead at 94». New York Times
- Kieron Murphy (2008). «Ernst Stuhlinger: A Legend of the Space Age». IEEE Spectrum